# Reactietijd
Reactietijden worden in de experimentele psychologie gebruikt om een indruk te krijgen van de snelheid van interne verwerkingprocessen tijdens het uitvoeren van een cognitieve taak. In de biologische psychologie, waar het primair gaat om registratie van fysiologische processen, vormen zij een nuttige controle op de taakuitvoering van proefpersonen. 
De gemiddelde reactietijd in het verkeer wordt meestal gesteld op 1 seconde. 